# Maria Bonnevieová
Maria Bonnevieová, rodným jménem Anna Maria Cecilia Bonnevie (* 26. září 1973 Västerås) je norsko-švédská herečka, která na filmovém plátně debutovala v roce 1991 rolí Embly v dramatu Hvíti víkingurinn (Bílý Viking).

## Osobní život a herecká kariéra
Narodila se roku 1973 ve středošvédském městě Västerås. Vyrostla pak v norské metropoli Oslu do rodiny norské herečky Janniky Bonnevieové a švédského herce Pera Waldvika. V roce 1997 absolvovala stockholmskou Národní akademii pantomimy a herectví (Teaterhögskolan i Stockholm).
V roce 1997 debutovala v Královském dramatickém divadle Bergmanovou hrou Yvonne. Průlomovou filmovou postavou se roku 1996 stala úloha Gertrudy v dramatu Jerusalem dánského režiséra Billeho Augusta. Následující rok si zahrála hotelovou recepční Ane v norské verzi severské kriminálky Insomnie. Následovaly role v dánské romanci Rekonstrukce, švédské komedii Pojďme si hrát, či ruském dramatu Vyhoštění.
Za titulní postavu Diny v dramatu Dina (2002) obdržela cenu pro nejlepší zahraniční herečku na Mezinárodním filmovém festivalu v Montréalu (Festival International de Films de Montréal). V roce 1999 ztvárnila Olgu v americkém thrilleru Vikingové. O pět let později se objevila ve švédském psychologickém snímku Dag och natt.
Na 44. ročníku Mezinárodního filmového festivalu Karlovy Vary v roce 2009 se stala členkou poroty hlavní soutěžní sekce.

## Herecká filmografie

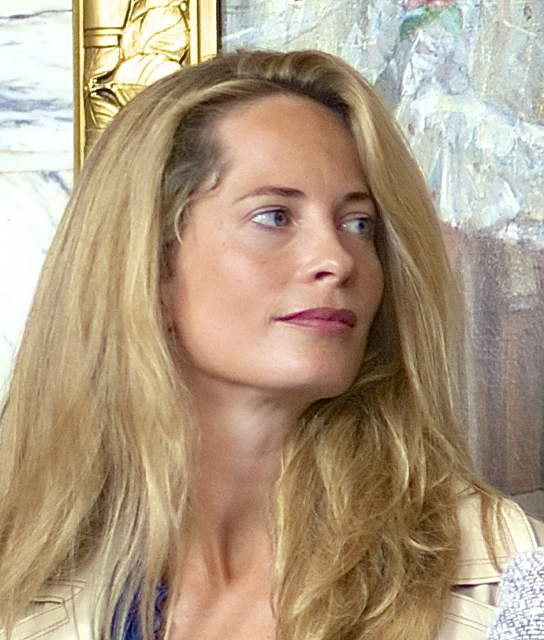
Maria Bonnevieová, 2014

| rok  | film / seriál                | role             | poznámka           |
| ---- | ---------------------------- | ---------------- | ------------------ |
| 1991 | Hvíti víkingurinn            | Embla            |                    |
| 1991 | Bílý medvědí král            | princezna        |                    |
| 1993 | Telegrafista                 | Pernille         |                    |
| 1996 | Jerusalem                    | Gertrud          |                    |
| 1997 | Insomnie                     | Ane              |                    |
| 1999 | Vikingové                    | Olga             |                    |
| 1999 | Tsatsiki, morsan och polisen | Elin             |                    |
| 2001 | Øyenstikker                  | Maria            |                    |
| 2002 | Dina                         | Dina             |                    |
| 2002 | Pád nebes                    | Juni             |                    |
| 2003 | Vysvobození                  | Davidova matka   |                    |
| 2003 | Rekonstrukce                 | Simone/Aimee     | dvojrole           |
| 2003 | Pojďme si hrát               | Rebecka          |                    |
| 2004 | Tři slunce                   | Emma             |                    |
| 2004 | Dag och natt                 | Sarah            |                    |
| 2007 | Vyhoštění                    | Věra             |                    |
| 2008 | Co nikdo neví                | Ursula           |                    |
| 2009 | Engelen                      | Lea (dospělá)    |                    |
| 2009 | Harry & Charles              | Maud             | TV minisérie       |
| 2010 | Beze studu                   |                  | Beze hanby a studu |
| 2012 | Nevinná                      | Janne            |                    |
| 2012 | Belle du Seigneur            | vévodkyně Isolde |                    |
| 2014 | Druhá šance                  | Anne             |                    |